# 데이빗 응굼부자라
데이빗 응굼부자라(David Ngoombujarra, 1967년 6월 27일 ~ 2011년 7월 17일)는 오스트레일리아의 배우, 영화배우이다.
프리맨틀에서 사망하였다.

## 영화
- 오 마이 갓 (2009년)
- 오스트레일리아 (2008년)
- 캥거루 잭 (2003년) - 미스터 지미 역
- 흑과 백 (2002년)
- 토끼 울타리 (2002년)
- 크로커다일 던디 3 (2001년)
- 달라스 돌 (1994년)